# Lechovice (zámek, okres Znojmo)
Zámek Lechovice se nachází v horní části stejnojmenné obce poblíž hlavní silnice z Brna do Znojma a v sousedství poutního kostela Navštívení Panny Marie. Byl vystavěn v 18. století jako letní rezidence louckých premonstrátů, jeho současná podoba pochází z přelomu 19. a 20. století, kdy byli jeho majiteli Kübeckové z Kübau. Zámek je od roku 1973 chráněn jako kulturní památka. Nyní je soukromým majetkem a je zde vinotéka s možností pořádání společenských akcí.

## Historie
Lechovice se připomínají poprvé v roce 1287 jako majetek znojemského kostela sv. Michala, později patřily znojemskému klášteru klarisek, od roku 1343 se zde často střídali majitelé z řad drobné šlechty. V kupních smlouvách se v Lechovicích od poloviny 14. století připomíná tvrz, která však později zanikla a během 15. a 16. století se zde uvádí jen hospodářský dvůr. V letech 1485–1531 patřily Lechovice opět klášteru klarisek ve Znojmě, krátce byly v majetku významných rodů Lichtenburků nebo Pernštejnů. Díky častému střídání majitelů a připojování Lechovic k větším panstvím nedošlo k obnovení šlechtického sídla.

### Barokní rezidence premonstrátů a zámek v době Kübecků
Právem odúmrti se v roce 1654 Lechovice nakrátko ocitly v přímém majetku císaře Ferdinanda III. a v roce 1660 získal statek za 11 000 zlatých premonstrátský klášter v Louce u Znojma. Lechovice byly začleněny do rozsáhlého klášterního majetku a až koncem 17. století vzrostl jejich význam, kdy se začaly konat poutě k soše Panny Marie z majetku louckého kláštera. Obliba poutí do Lechovic si vyžádala stavbu nového kostela, který vznikl v letech 1715–1722 na návrší nad obcí podle projektu Ch. A. Oedtla. Poblíž kostela vznikly dvě hospody pro poutníky a byl tak položen základ pro horní část Lechovic vzdálené přibližně jeden kilometr od centra obce.
V těsném sousedství kostela byla postavena barokní rezidence pro letní pobyty mnichů, v době poutí tu pobývali i opati louckého kláštera. Vznik zámku je datován k roku 1740, pozdější stavebně historický průzkum ale napovídá, že byl postaven pravděpodobně současně s kostelem v letech 1720–1722 a uvažuje se taktéž o autorství Ch. A. Oedtla. Loucký klášter byl zrušen Josefem II. v roce 1784 a jeho majetek připadl Moravskému náboženskému fondu, který jej spravoval až do roku 1824.
V roce 1824 koupil Lechovice za 249 000 zlatých bohatý vídeňský měšťan Josef Lang (původem ze Znojma), který nechal zámek upravit do trojkřídlé dispozice a podílel se také na přeměně parku. Langova dcera Julie se v roce 1827 provdala za pozdějšího rakouského ministra financí barona Karla Kübecka (1780–1855) a rodině Kübecků patřil velkostatek do roku 1945. Poslední významnější úpravy zámku proběhly na přelomu 19. a 20. století za dlouholetého moravského zemského poslance barona Maxmiliána Kübecka (1835–1913), který díky zídkám s balustrádami rozdělil park na několik částí, jižní průčelí zámku bylo obohaceno o litinovou terasu a k západnímu průčelí byly přistavěny dvě rizalitové věže. Stavební úpravy v novobarokním stylu s prvky secese byly symbolicky zakončeny v roce 1904 osazením kapličky Panny Marie do ohradní zdi parku. Po Maxmiliánově smrti v roce 1913 zdědila Lechovice jeho jediná dcera Blanka (1873–1935), která se uplatnila jako spisovatelka a pokračovala také v budování rodinné knihovny na zámku. Před první pozemkovou reformou patřil k velkostatku kromě zámku také hospodářský dvůr, mlýn a 831 hektarů půdy, majetkem Kübecků byla též jejich rodinná hrobka postavená v novogotickém stylu v lese nad zámkem.

### Zámek po roce 1945
Posledním majitelem byl Adalbert Kübeck, který Lechovice opustil v dubnu 1945 těsně před příchodem Rudé armády. Sovětští vojáci vyrabovali interiéry zámku a část mobiliáře spálili v parku, na devastaci se podíleli částečně i místní občané. Zbytky vybavení byly v rámci svozů později přemístěny do Jaroměřic nad Rokytnou, dochovala se také bohatá a hodnotná knihovna Kübecků, později byla ale rozptýlena mezi několik institucí (Národní muzeum v Praze, Moravská zemská knihovna v Brně).
V roce 1948 byl lechovický zámek přidělen Zemskému výzkumnému ústavu pro rostlinnou výrobu, o tři roky později jej převzaly Československé státní statky. Tehdy proběhly stavební adaptace, během nichž byla zrušena štuková výzdoba a interiéry zámku zcela pozbyly historickou hodnotu. Krátce na zámku fungovalo zemědělské učiliště a v letech 1958–1994 zde byl Charitní domov pro řádové sestry, poté do roku 2012 pobočka znojemské léčebny pro drogově závislé.
Od roku 2012 je zámek soukromým majetkem a po nutných úpravách zde byla v roce 2014 otevřena vinotéka s možností konání společenských akcí. V otevírací době vinotéky je areál volně přístupný.

## Popis
Lechovický zámek se nachází v horní části obce v sousedství poutního kostela Navštívení Panny Marie poblíž hlavní silnice Brno–Znojmo. Budova má trojkřídlou dispozici a její současná podoba je výsledkem úprav koncem 19. a počátkem 20. století. Nádvoří se otvírá východním směrem, je ale zčásti uzavřeno novodobými přístavbami. Památkovou hodnotu si uchovalo především západní a jižní křídlo. Západní křídlo je opticky rozděleno dvěma rizality s věžovými nástavbami a balkónem nad hlavním vchodem. Jižnímu křídlu dominuje litinová terasa, která je ze stran ukončena rizality s rodovými erby Kübecků. Před jižním křídlem je zahrada s pravidelnou úpravou, na kterou navazuje anglický park. Jednotlivé části parku jsou odděleny zídkami s balustrádami. Kromě dvou kašen je zajímavá západní část zahrady zakončená litinovou pergolou. Zámek je obklopen parkem o rozloze přibližně 3,5 hektaru a celý areál je obklopen zdí. Vstup je možný dvěma branami od jihu a ze severu, malá branka vede navíc přímo ke kostelu. V parku se nachází památkově chráněný lechovický dub.

## Galerie

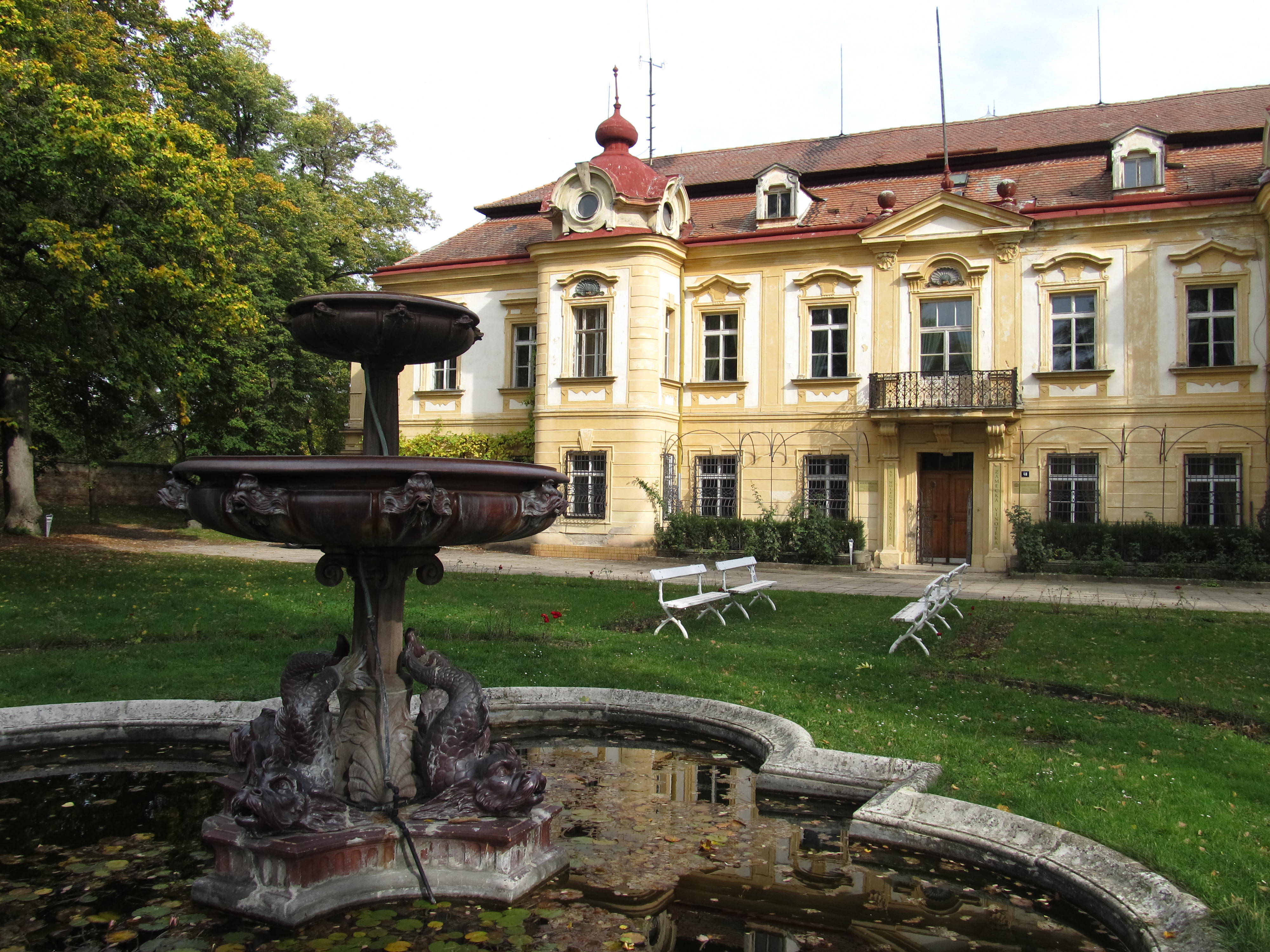
Západní křídlo s keramickou kašnou
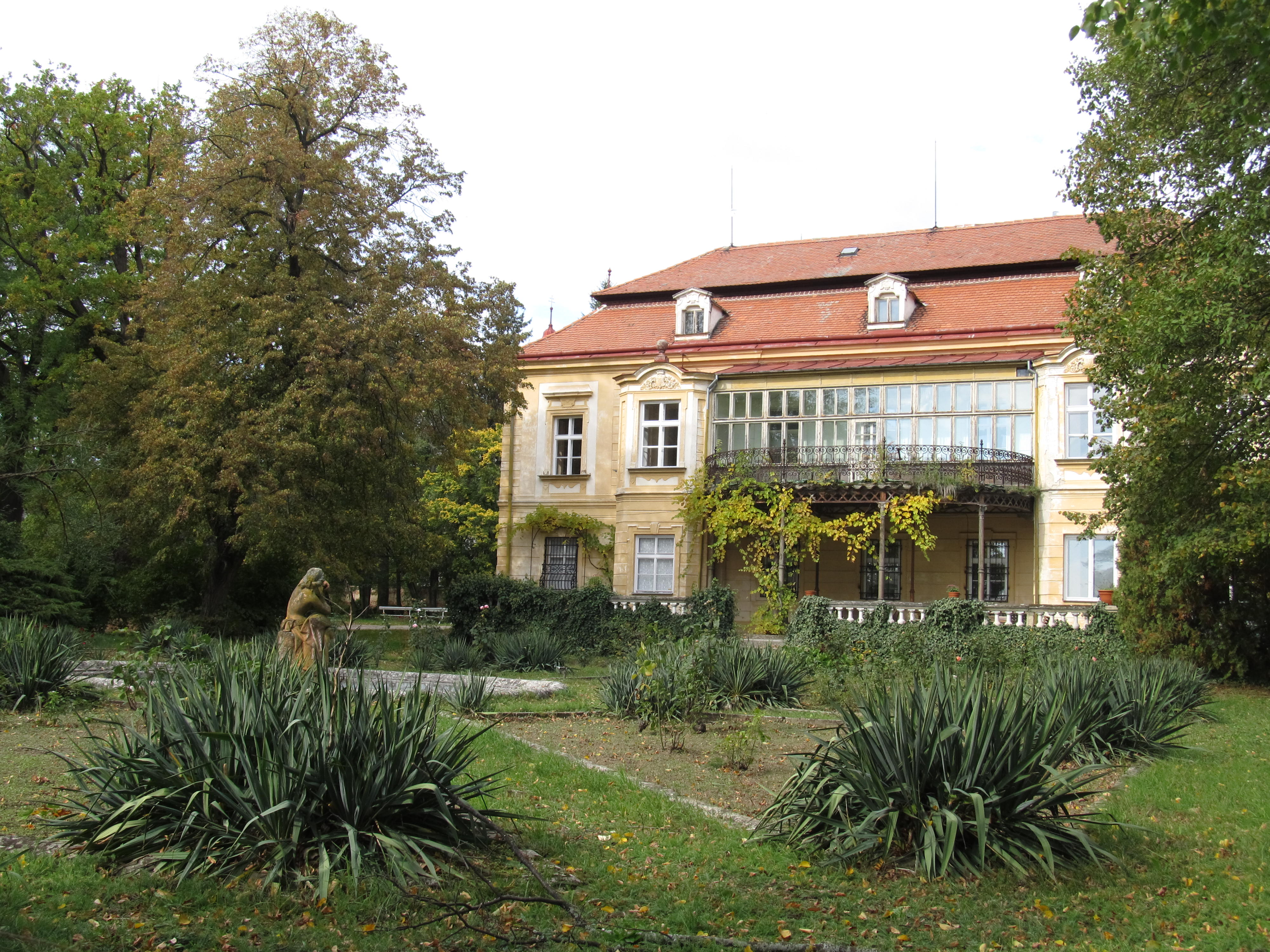
Jižní křídlo s francouzskou zahradou
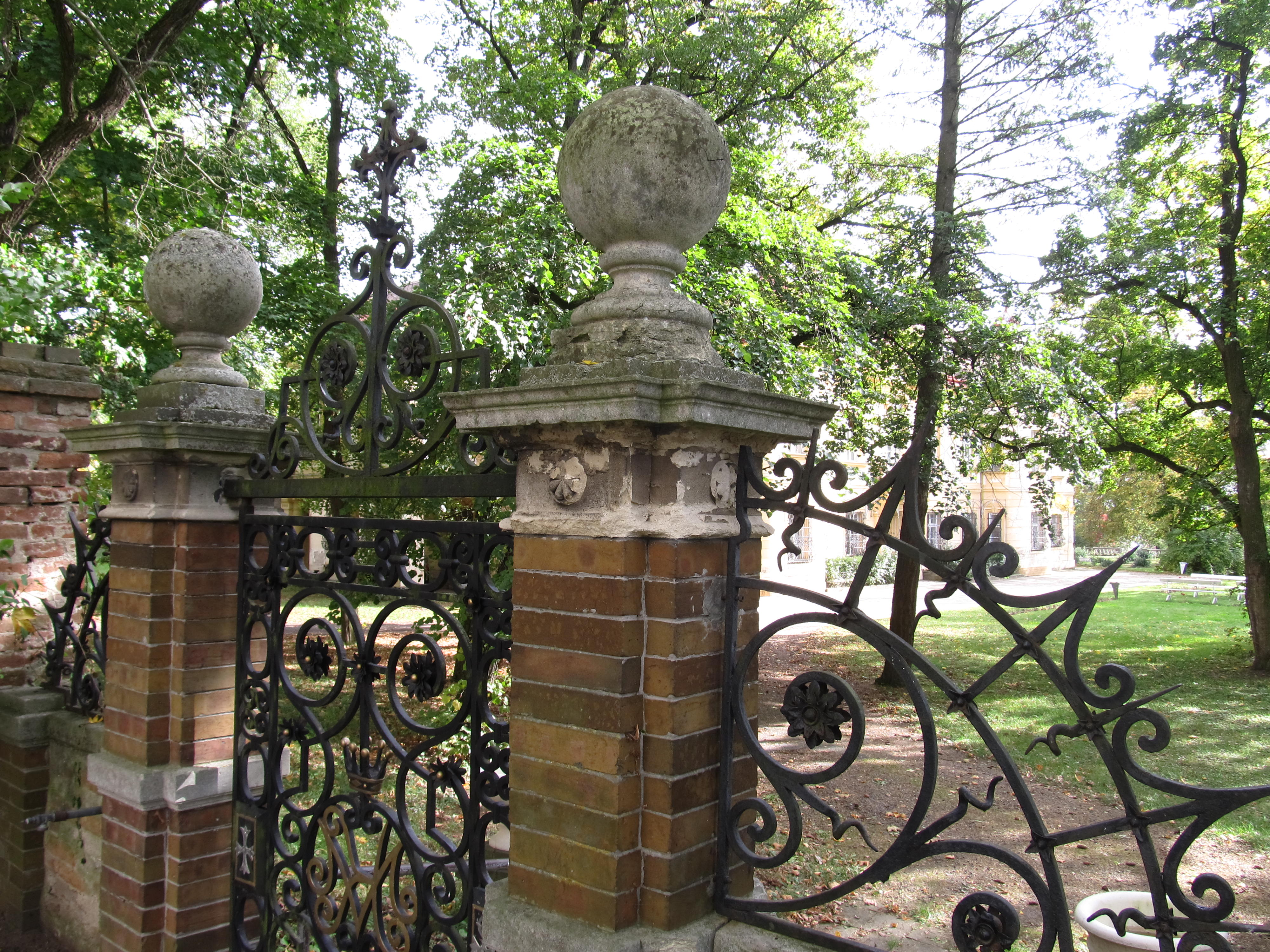
Branka od kostela do zámeckého parku s iniciálami MK (Max Kübeck)
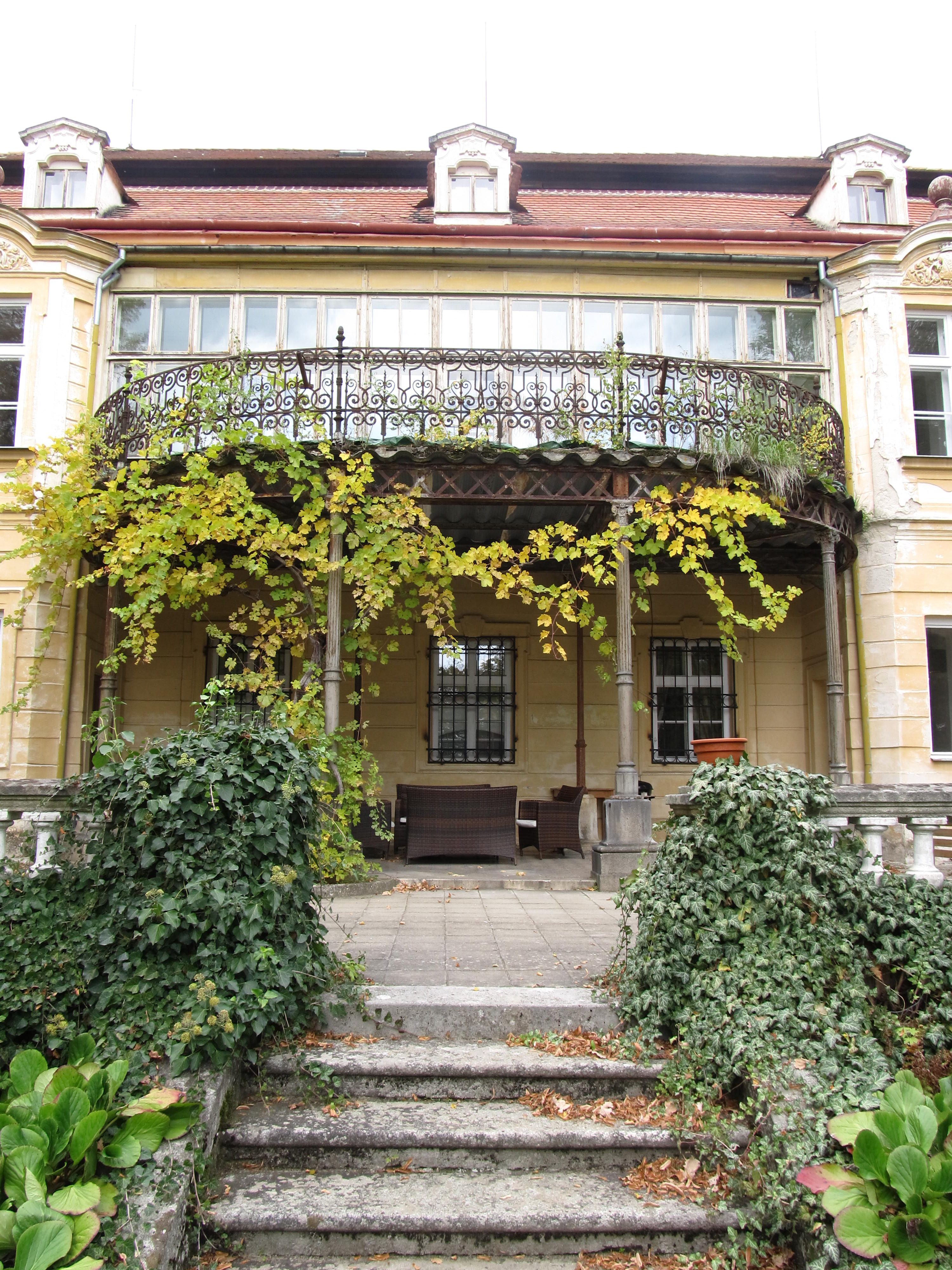
Jižní vstup do zámku
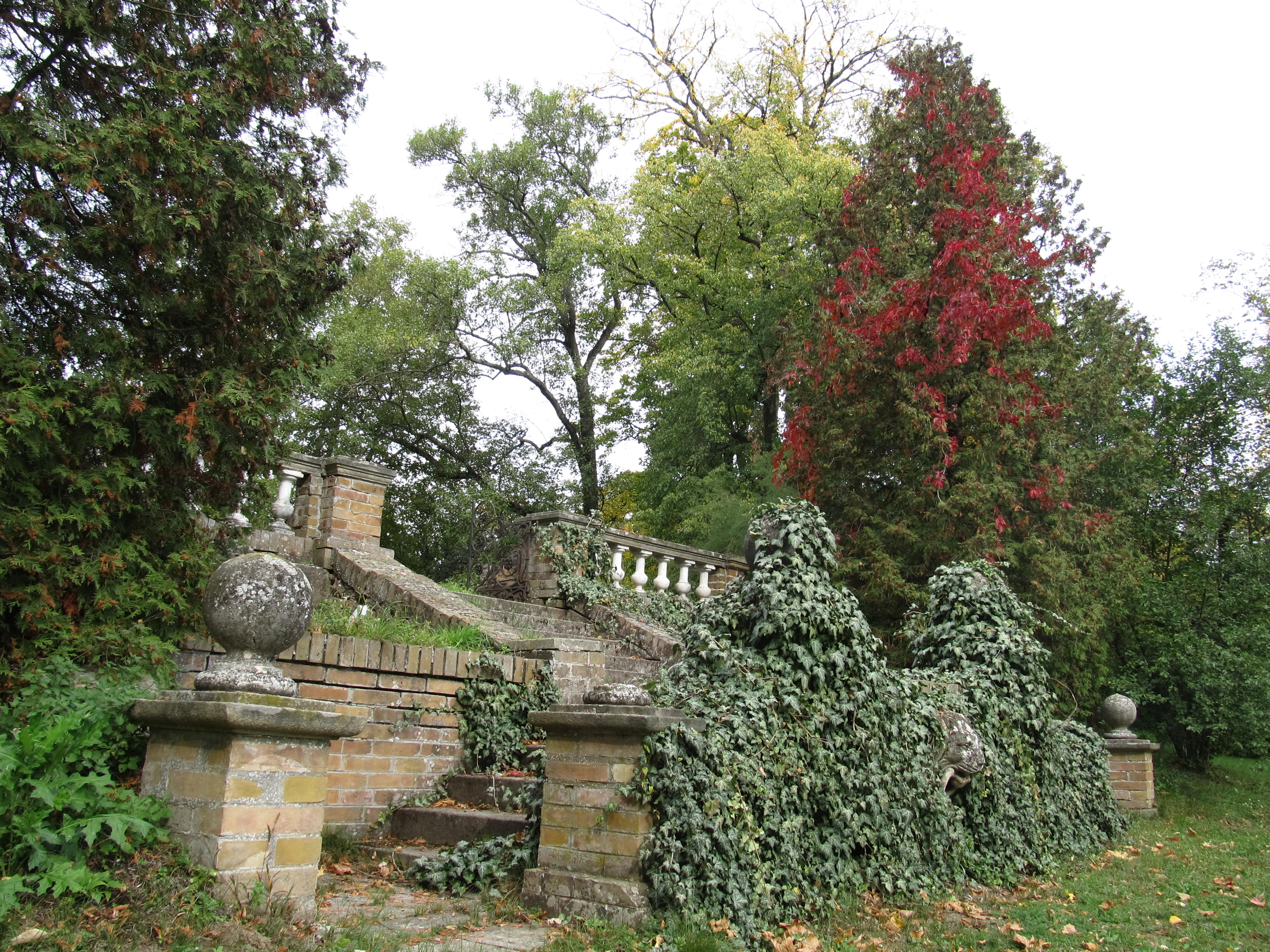
Schodiště v zámeckém parku
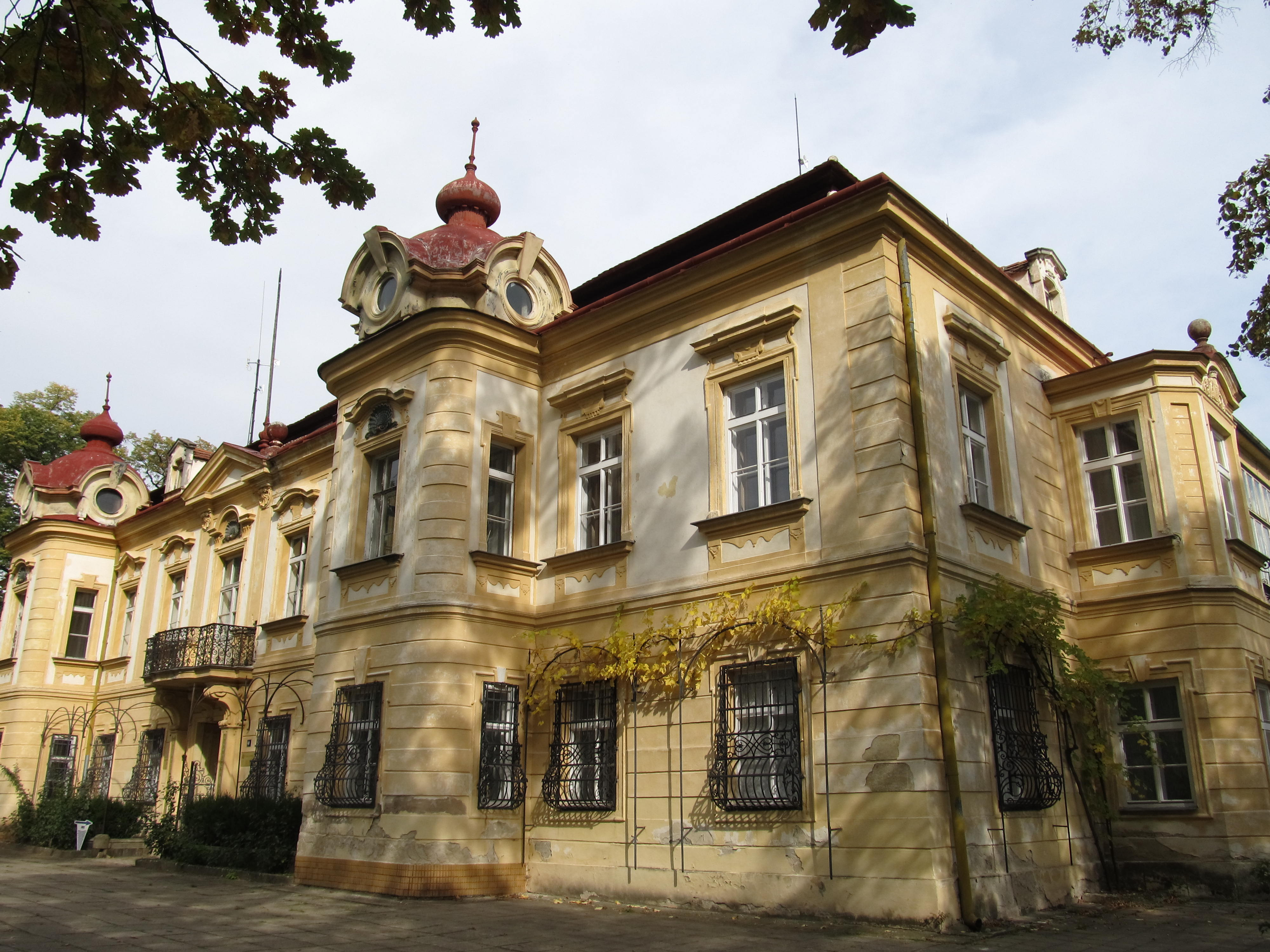
Pohled na zámek od jihozápadu
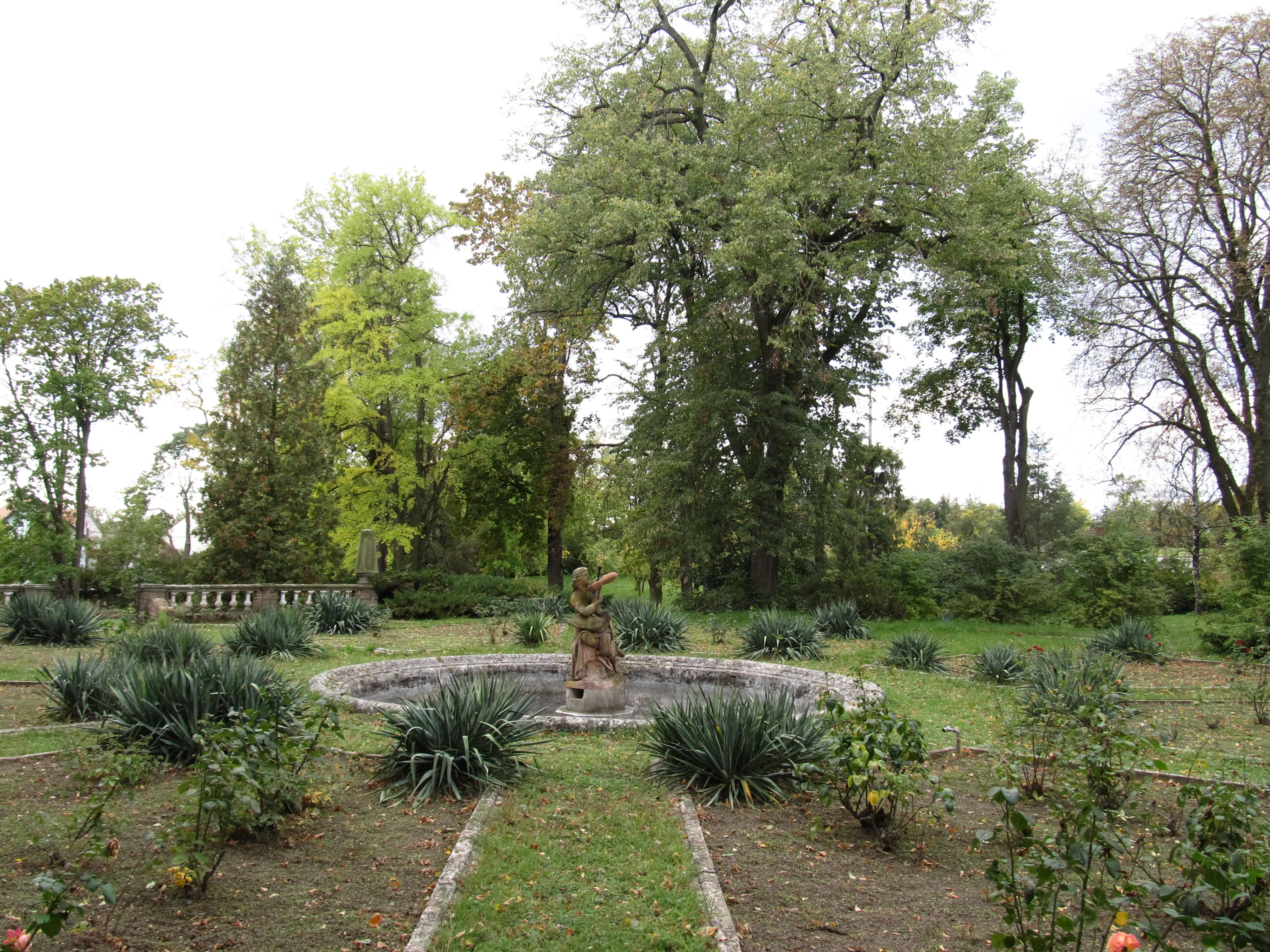
Kašna před jižním průčelím zámku
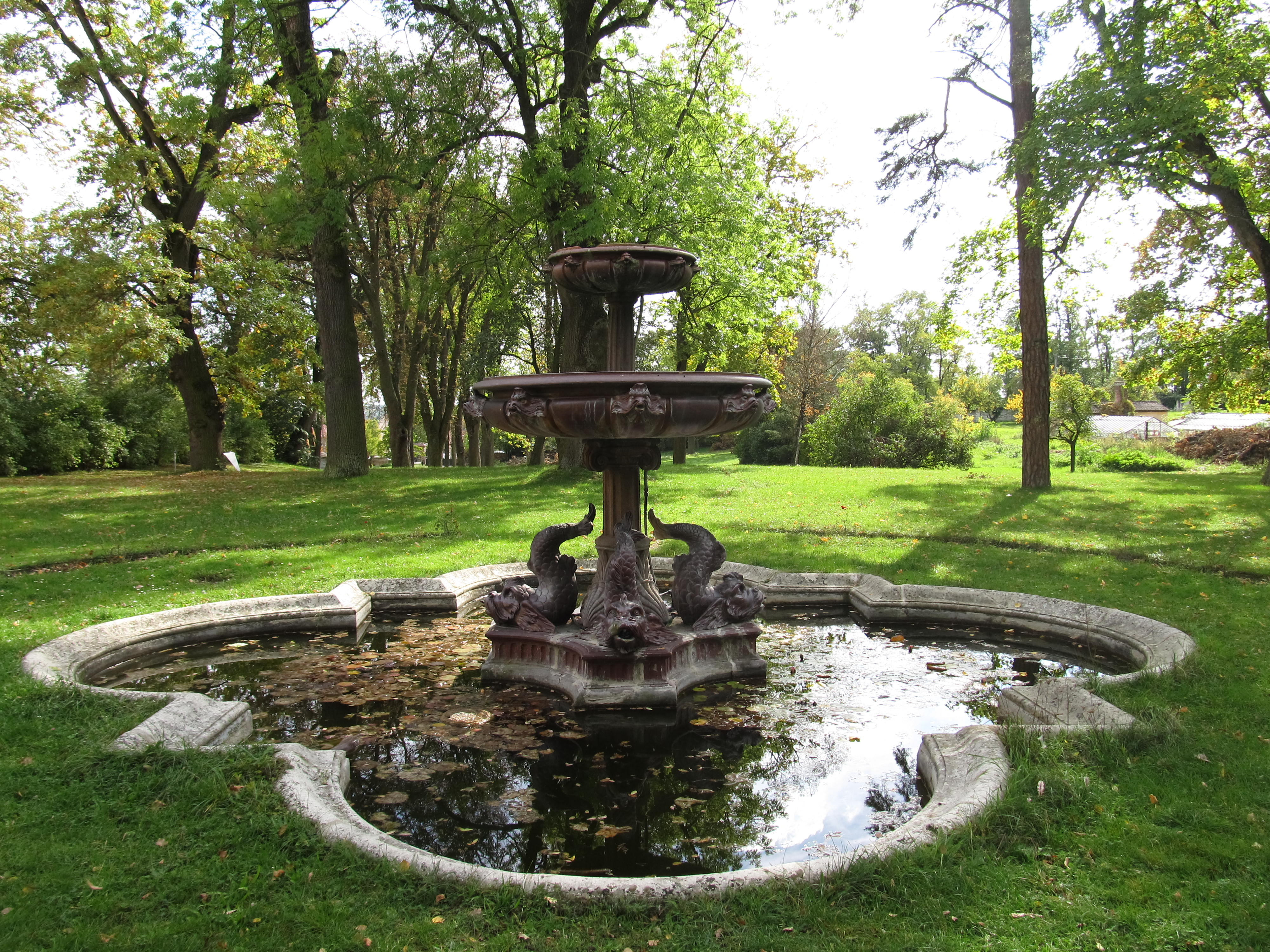
Keramická kašna před západním průčelím zámku
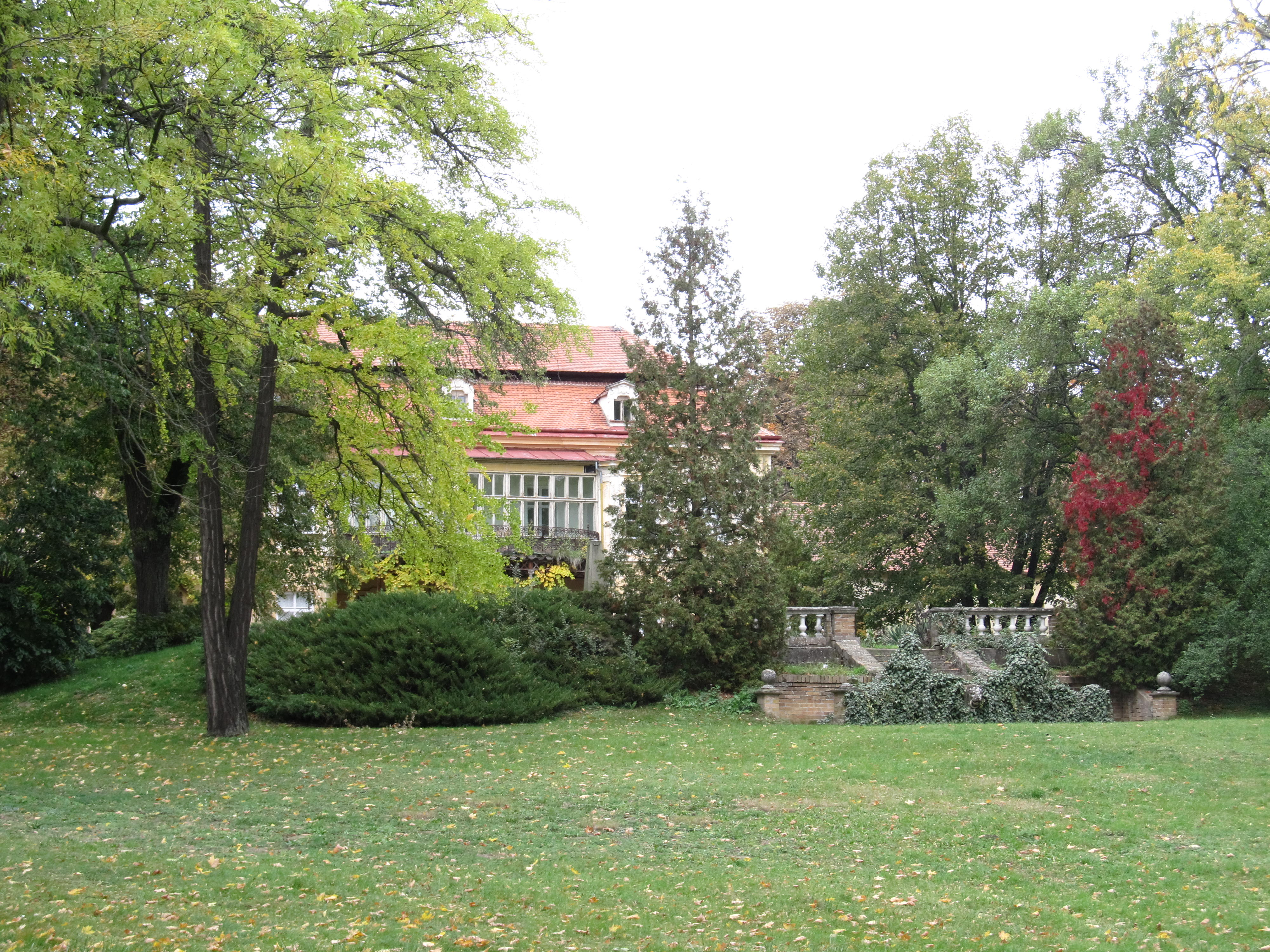
Pohled z hlavní přístupové cesty od jihu
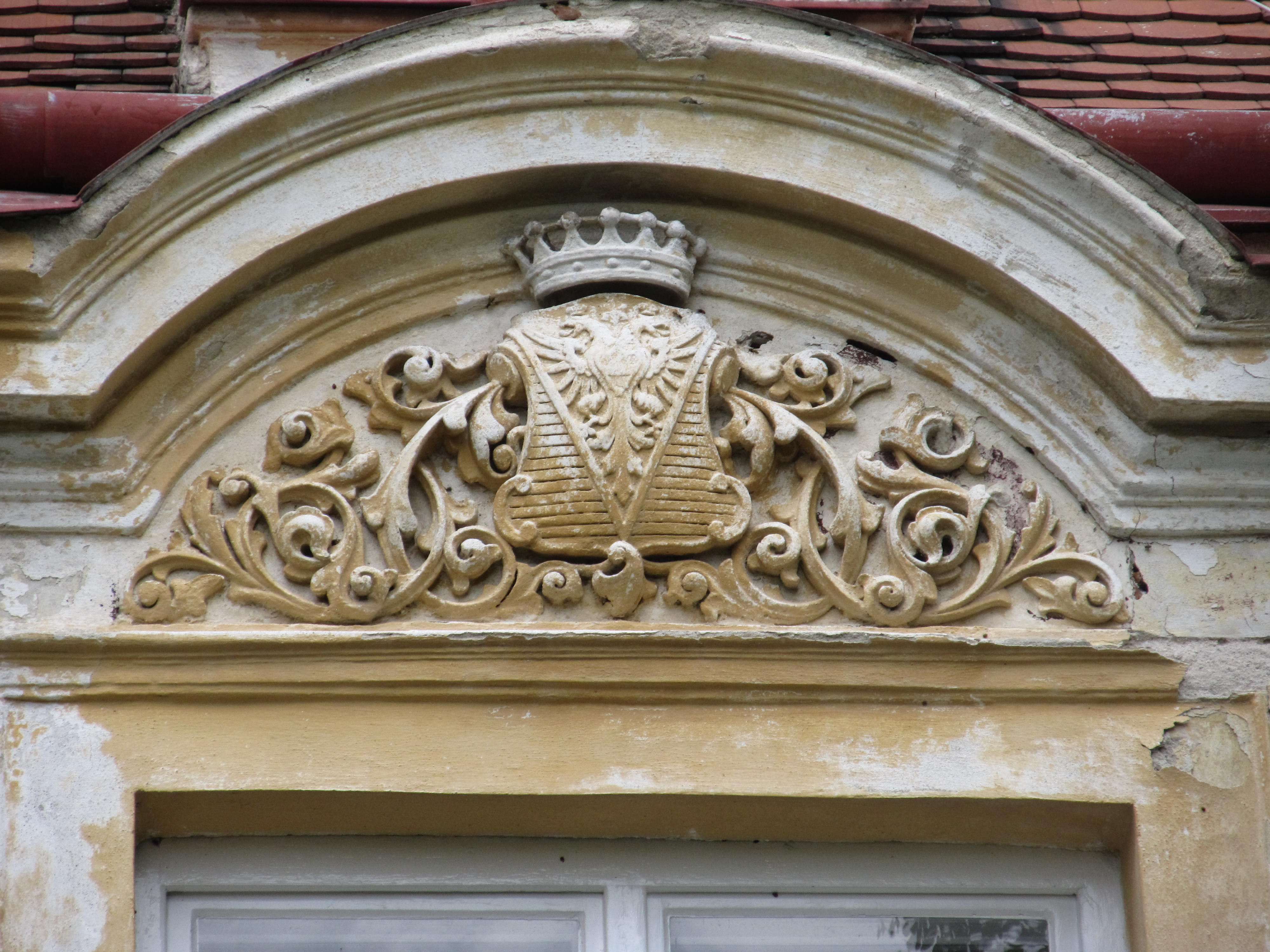
Erb Kübecků na jižním průčelí zámku